# Bunbury (del av en befolkad plats)
Bunbury är en del av storstadsområdet kring Perth i Australien. Den ligger i kommunen Bunbury och delstaten Western Australia, omkring 150 kilometer söder om delstatshuvudstaden Perth.
Bunbury är det största samhället i trakten. 
Runt Bunbury är det tätbefolkat, med 459 invånare per kvadratkilometer. Genomsnittlig årsnederbörd är 1 014 millimeter. Den regnigaste månaden är maj, med i genomsnitt 183 mm nederbörd, och den torraste är februari, med 9 mm nederbörd.